# Google Wallet
Google Wallet (o solamente Wallet) es una plataforma de billetera digital desarrollada por Google. Está disponible para los sistemas operativos Android, Wear OS y Fitbit. Fue anunciado el 11 de mayo de 2022 durante el discurso de apertura de Google I/O del 2022. Comenzó a implementarse en los teléfonos inteligentes Android el 18 de julio, coexistiendo con la aplicación Google Pay lanzada en 2020 y reemplazando a la de 2018.

## Historia
El nombre de la marca "Google Wallet" se utilizó por primera vez para el sistema de pago móvil que se introdujo en 2011 antes de fusionarse con Android Pay en una nueva aplicación llamada Google Pay en 2018.
La antigua aplicación, fue reducida en cuanto a su funcionalidad permitiendo únicamente el servicio de pagos entre pares, para posteriormente ser renombrada como Google Pay Send antes de que también fuese suspendida en el 2020.
En 2020, la aplicación Google Pay pasó por un extenso rediseño basado en la aplicación Tez de Google, volviéndose una aplicación de finanzas personales integral. Esto reemplazó a la aplicación Tez en Play Store, mientras que la aplicación Google Pay de 2018 siguió coexistiendo como una aplicación separada preinstalada en los teléfonos inteligentes Android.

Las distintas aplicaciones de pago de Google a lo largo de los años, así como sus distintos títulos.